# Ornitholestes hermanni
Ornitholestes hermanni es la única especie conocida del género extinto Ornitholestes ("cazador de aves") de dinosaurio terópodo celurosauriano, que vivió a finales del período Jurásico, hace aproximadamente entre 157 a 145 millones de años, desde el Kimmeridgiense al Titoniense, en lo que hoy es Norteamérica. Todo lo que se sabe sobre Ornitholestes se debe de un solo espécimen descubierto en 1900 en la Mina Bone Cabin cerca de Medicine Bow, Wyoming, y descrito por Henry Fairfield Osborn en 1903. Una mano incompleta fue inicialmente atribuida a Ornitholestes, pero actualmente se la considera perteneciente a Tanycolagreus. El nombre de la única especie conocida O. hermanni, hace honor al conservador del Museo Americano de Historia Natural Adam Hermann. Ornitholestes es un celurosauriano, similar en muchos aspectos a Compsognathus, aunque mucho más largo. Era un carnívoro ágil que vivió en hábitats boscosos. Probablemente se haya alimentado de lagartos y mamíferos; aunque también pudo haber sido un carroñero oportunista.

## Descripción
Ornitholestes era un carnívoro bípedo. Su cabeza era proporcionalmente más pequeña que la de la mayoría de los otros dinosaurios depredadores, pero el cráneo estaba fuertemente construido, con un hocico corto y una mandíbula inferior robusta. Las órbitas, cuencas de los ojos, eran bastante grandes, midiendo más del 25 por ciento de la longitud del cráneo. No hay indicios de un anillo ocular óseo.

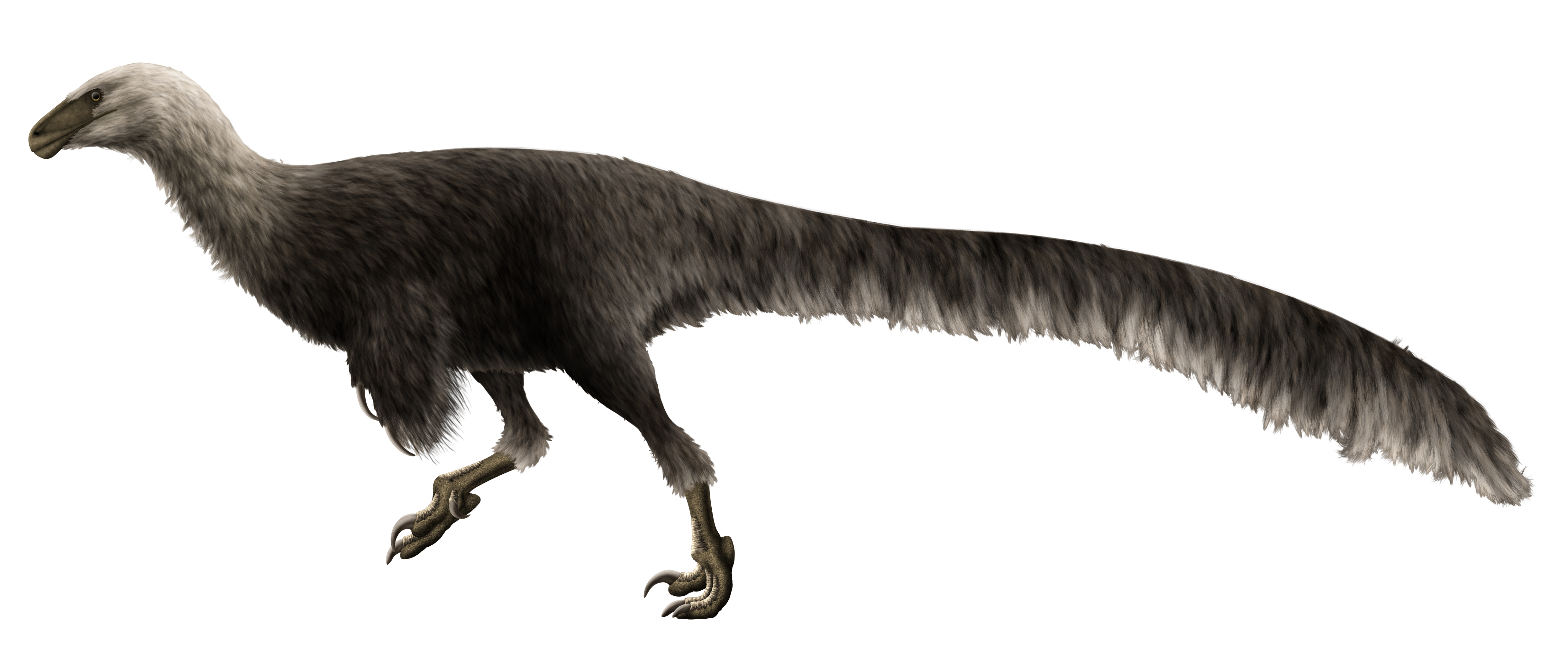
Reconstrucción de Ornitholestes

Ornitholestes era un celurosauriano, similar en muchas formas al Compsognathus, pero de mayor tamaño, llegando a medir poco más de 2 metros de largo y 0,80 de alto, con un peso estimado de 13 kilogramos. La cabeza de Ornitholestes es relativamente pequeña. En su descripción de 1903, Osborn escribió que la longitud de Ornitholestes a lo largo de "el cráneo y la columna vertebral restaurada" era de 2,22 metros.  Sin embargo, esta reconstrucción fue imprecisa, ya que se basó en parte en la restauración de Othniel Charles Marsh del sauropodomorfo basal Anchisaurus y el cuello y el tronco estaban demasiado alargados. David Norman en 1985 y John Foster en 2007 estimaron que Ornitholestes tenía aproximadamente 2 metros de largo. Los dinosaurios depredadores del mundo de Gregory S. Paul en 1988 enumeraron la longitud de Ornitholestes como aproximadamente 2.08 metros. Paul en 1988 y Foster en 2007 estimaron que Ornitholestes pesaba 12,6 kilogramos. John A. Long y Peter Schouten en 2008 sugirieron una cifra ligeramente superior, 15 kilogramos.

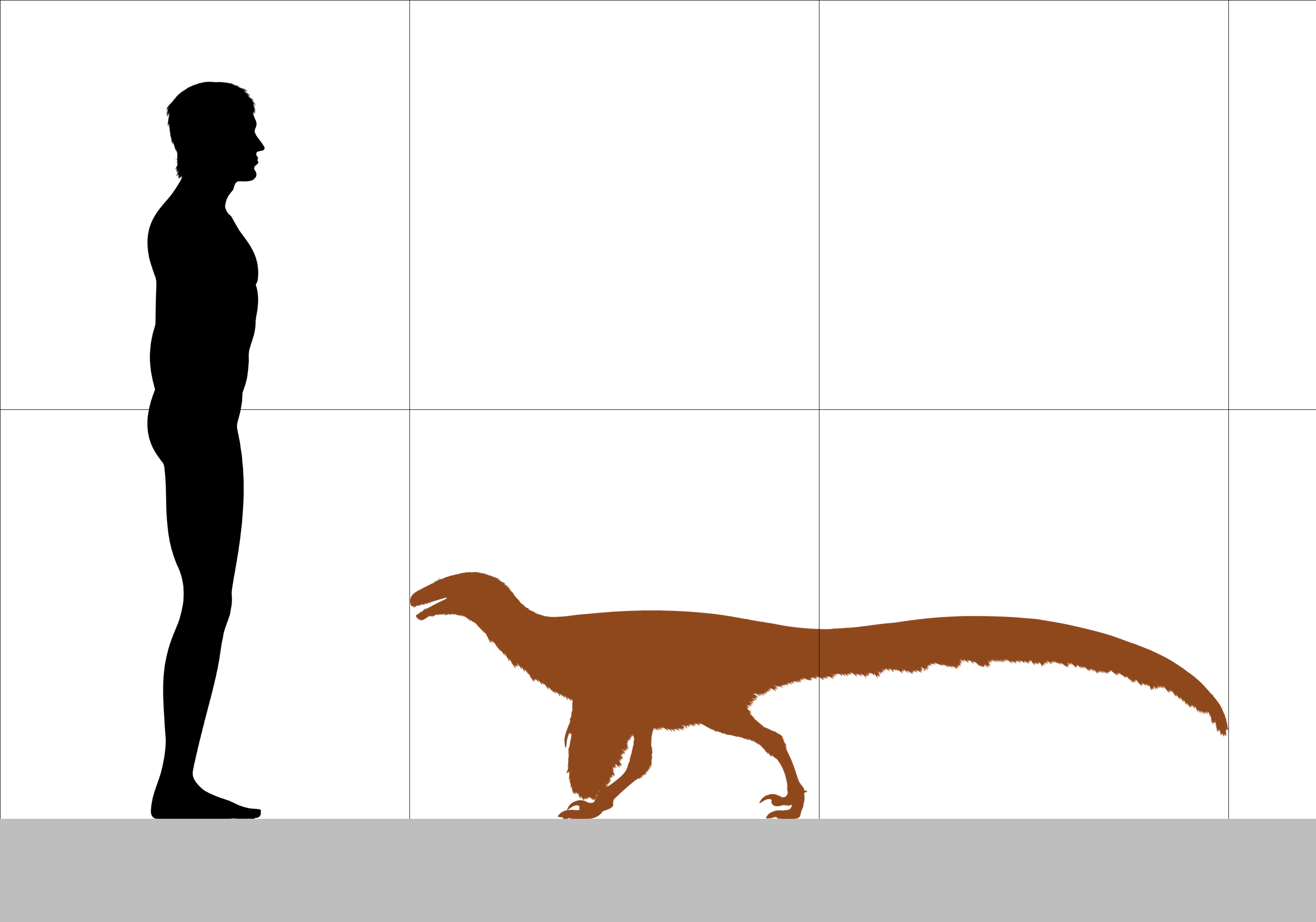
Comparación del tamaño de Ornitholestes.

Poseía pequeños y aserrados dientes y posiblemente cazara pequeños animales como lagartijas y mamíferos. Sin embargo, el cráneo es más robusto, comparado con otros pequeños terópodos, como Compsognathus y Coelophysis, lo que le debe haber dado a Ornitholestes una poderosa mordida. Los dientes frontales de Ornitholestes eran algo cónicos, con estrías reducidas. Los dientes posteriores eran recurvados y más aserrados, similares a los de otros dinosaurios terópodos. Henry Fairfield Osborn en 1903 contó cuatro dientes en el premaxilar, de los cuales el diente frontal era el más grande en la mandíbula superior. En contraste, Gregory S. Paul en 1988 describió el cráneo con solo tres dientes premaxilares restantes, mucho más pequeños que los ilustrados por Osborn. Cada maxilar, principal hueso que sostiene a los dientes en la mandíbula superior, contenía diez, y cada dentario, en la mandíbula inferior, contenía doce dientes. Las filas de dientes de Ornitholestes eran cortas, con la fila dentaria inferior aún más corta que la fila maxilar superior, a pesar de que el hueso dentaria era excepcionalmente largo en la parte posterior, llegando a un punto por debajo del centro de la cavidad del ojo. Los dientes no se extendían tanto como las órbitas, y ninguna fila de dientes abarcaba mucho más de un tercio del cráneo. Los dientes aserrados de Ornitholestes lo identifican claramente como un carnívoro, pero su dieta exacta es motivo de debate en la comunidad paleontológica. En la descripción original de 1903, Henry Fairfield Osborn sugiere que Ornitholestes debió haber comido aves contemporáneas, basado en la "aprensión rápida y poderosa de ágiles y delicadas presas" sugerida por la forma de la mano. En 1917, sin embargo, Osborn evaluó de nuevo la mano y determinó que era inadecuada para este fin. Más recientemente, Robert T. Bakker ha especulado que Ornitholestes probablemente cazara pequeños mamíferos, notando que "las bolas de pelos de como eran del tamaño exacto de la mandíbulas del predador."

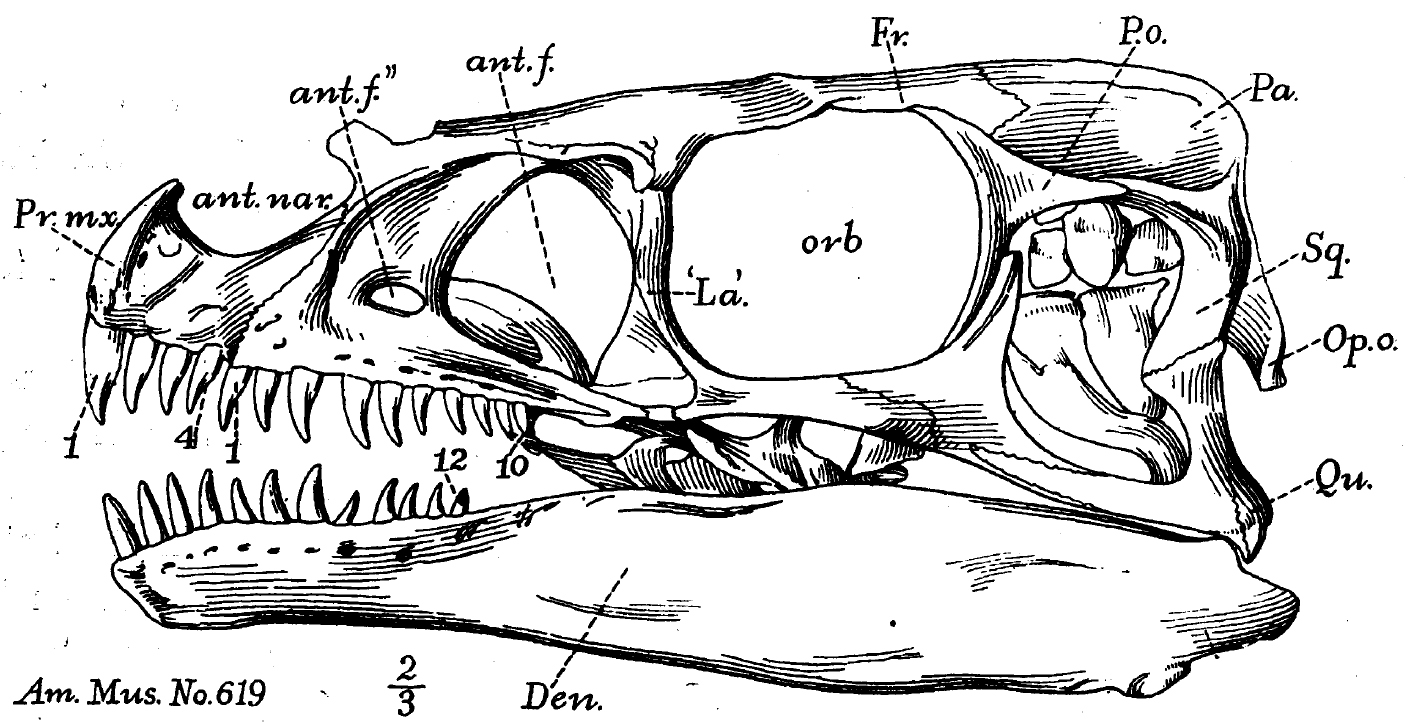
Ilustración del cráneo holotipo.

Un área de hueso roto cerca de la nariz externa, orificio nasal, parece abultarse hacia arriba, lo que llevó a Gregory S. Paul sugerir la presencia de un pequeño cuerno en el hocico del Ornitholestes, similar al de Proceratosaurus, "como la cresta de un pollo en apariencia".. Tanto Oliver WM Rauhut en 2003 como Kenneth Carpenter et al. en 2005 rechazaron esa interpretación e indicaron que el destello ascendente del hueso se debió al aplastamiento post mortem del cráneo. La ilustración actualizada de Paul de Ornitholestes en su Guía de campo de dinosaurios de Princeton 2010 ya no contiene el cuerno nasal. Como otros terópodos, Ornitholestes tenía una larga cola

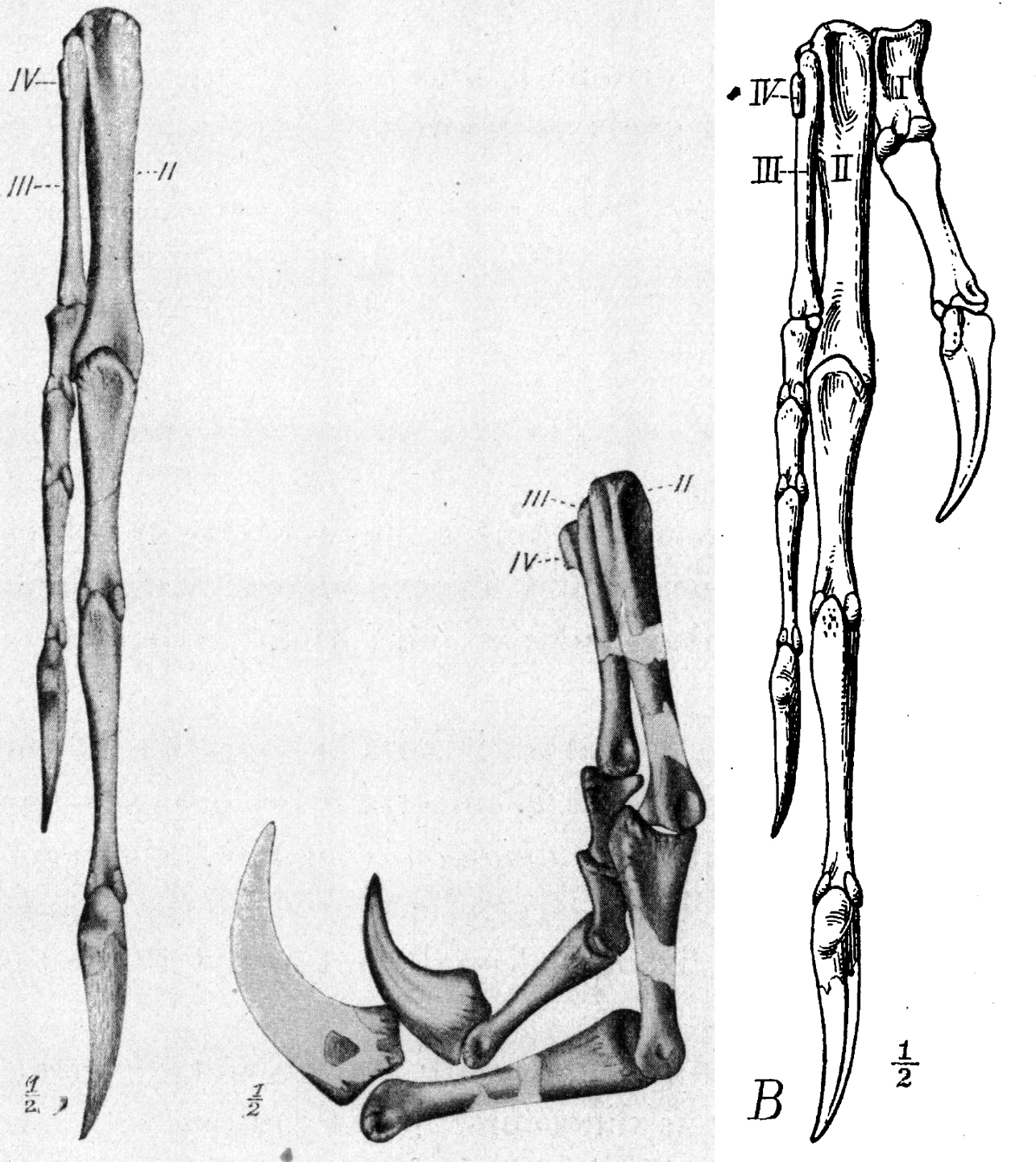
Mano del holotipo, con el primer dedo restaurado a la derecha.

Ornitholestes tenía un cuello relativamente corto con una ligera curva sigmoidea, en forma de S. La cola era larga y en forma de látigo, y abarcaba más de la mitad de la longitud del cuerpo, presumiblemente para favorecer el balance. No todas las vértebras se conservaron, pero Osborn en 1917 estimó que Ornitholestes tenía nueve o diez vértebras cervicales, trece vértebras dorsales, cuatro vértebras sacras y 39 a 44 caudales. Carpenter y colaboradores en 2005 registraron que el espécimen contenía cinco vértebras sacras. Ornitholestes era un terópodo de cuerpo corto, y esto se reflejó en las dimensiones cortas de adelante hacia atrás de las vértebras cervicales y dorsales.
Las extremidades anteriores de Ornitholestes eran relativamente largas, un poco menos de dos tercios del largo de las patas traseras. El húmero, hueso de la parte superior del brazo, estaba fuertemente construido y algo más largo que el radio y el cúbito, huesos del antebrazo. Tanto el húmero como el radio eran de eje recto. Las garras en los dígitos I y II de la mano eran aproximadamente del mismo tamaño. Aunque el tercer ungual de la mano, hueso de la garra, no se conservó, la extrapolación de los parientes más cercanos de Ornitholestes indica que probablemente fue más corto que los dos primeros.
Ornitholestes a menudo se representa como un terópodo rápido, de piernas largas, pero sus huesos de las extremidades inferiores eran bastante cortos. Osborn en 1917 calculó que la tibia faltante era de solo un 70,6% del fémur. Los metatarsianos estaban espaciados estrechamente, pero no fusionados. Como es típico de los terópodos, los pies eran tridactilo, con tres dedos con garras que soportan peso. John H. Ostrom en 1969 señaló que la garra del dígito II, el dedo más interno, era más grande que la de los dígitos III y IV, y sugirió que este dígito podría haber tenido una hoz modificada similar a la de Deinonychus. Sin embargo, como observaron Ostrom en 1969 y Paul en 1988, la mala conservación del dígito II hace que esta hipótesis sea difícil de confirmar.

## Descubrimiento e investigación
Ornitholestes fue el primer terópodo descubierto en la década de 1900. El esqueleto holotipo AMNH 619 fue excavado en julio de 1900 en la Cantera Bone Cabin en Wyoming por una expedición del Museo Americano de Historia Natural por Peter C. Kaisen, Paul Miller y Frederic Brewster Loomis. Representa un esqueleto parcial con cráneo, que incluye numerosos elementos de la columna vertebral, las extremidades anteriores, la pelvis y las extremidades posteriores. Henry Fairfield Osborn nombró y describió científicamente el espécimen en 1903. El nombre del género Ornitholestes, inicialmente sugerido por Theodore Gill , significa "ladrón de pájaros" y se deriva del griego ὄρνις, ornis, ornithos, "pájaro" y λῃστήσ, lestes, "ladrón". El nombre de la especie, O. hermanni, honra a Adam Hermann, el preparador principal del Museo, quien dirigió la restauración y el montaje del esqueleto.
Osborn asignó una mano incompleta, AMNH 587, a Ornitholestes en su descripción de 1903 del género. Sin embargo, como señaló Gregory S. Paul en 1988, la preservación deficiente de los elementos correspondientes en el espécimen tipo hizo que esta asociación sea "provisional". En 2005, Kenneth Carpenter et al. describió un nuevo terópodo pequeño, Tanycolagreus, cuyo esqueleto se encontró en la Cantera de la Cabaña de Huesos a solo unos cientos de yardas de AMNH 587. Como AMNH 587 era prácticamente idéntico a la mano preservada del espécimen tipo Tanycolagreus , ahora se considera que pertenece a ese dinosaurio y no a Ornitholestes. Luego de esta reasignación, Phil Senter en 2006 señaló que "nuestro conocimiento de Ornitholestes ahora puede extraerse solo del holotipo". John Foster en 2007 informó que algunos fragmentos de la Cabntera Dry Mesa pueden pertenecer a Ornitholestes, aunque todavía no se han descrito. En 1920 Charles Whitney Gilmore concluyó que Ornitholestes era idéntico a Coelurus. en 1934 Oliver Perry Hay reconoció solo una diferencia a nivel de especie, nombrando un Coelurus hermanni, pero en 1980 John Ostrom revivió el género.

## Clasificación
El infraorden Coelurosauria, acuñado en 1914 por Friedrich von Huene, era tradicionalmente una taxón cajón de sastre en la que se colocaban todos los terópodos pequeños. Ornitholestes, debido a su pequeño tamaño, se clasificó generalmente como un celurosaurio. En 1986, Jacques Gauthier redefinió este y varios otros términos paleontológicos de una manera más rigurosa, basada en métodos cladísticos. Los Tetanurae se definieron como las aves modernas y todos los terópodos más estrechamente relacionados con las aves modernas que con los ceratosaurianos, mientras que Coelurosauria ahora comprendía a todos los miembros de Tetanurae más estrechamente relacionados con las aves modernas que con Carnosauria. En 1988, Gregory S. Paul sugirió que Ornitholestes era muy similar en estructura de cráneo a Proceratosaurus, un terópodo del Jurásico Medio de Inglaterra. 5] Puso a estos dos géneros juntos en Ornitholestinae, una nueva subfamilia bajo Allosauridae, y especuló que estaban más estrechamente relacionados con el Allosaurus mucho más grande que con otros pequeños terópodos. Sin embargo, la clasificación de Ornitholestes y Proceratosaurus como parientes de los alosáuridos demostró ser insostenibles, este último demostró ser un tiranosauroide y Paul finalmente lo abandonó. Todos los análisis cladísticos publicados han demostrado que Ornitholestes es un celurosaurio tal como lo define Gauthier. Algunos análisis han demostrado su apoyo a la hipótesis de que es el miembro más primitivo del grupo Maniraptora, aunque análisis más exhaustivos han sugerido que es más primitivo que los Maniraptoriformes, y posiblemente un pariente cercano del compsognátido Juravenator starki.

### Filogenia
El siguiente árbol genealógico ilustra una síntesis de las relaciones de los principales grupos de celurosaurios basada en varios estudios realizados en la década de 2010.
|                   | †Compsognathidae                                                   |
|                   |                                                                    |
| Maniraptoriformes | \| \| †Ornithomimosauria \| \| \| \| \| \| Maniraptora \| \| \| \| |
|                   | \| \| †Ornithomimosauria \| \| \| \| \| \| Maniraptora \| \| \| \| |
|                   | †Ornithomimosauria                                                 |
|                   |                                                                    |
|                   | Maniraptora                                                        |
|                   |                                                                    |

|  | †Ornithomimosauria |
|  |                    |
|  | Maniraptora        |
|  |                    |

|                   | †Compsognathidae                                                   |
|                   |                                                                    |
| Maniraptoriformes | \| \| †Ornithomimosauria \| \| \| \| \| \| Maniraptora \| \| \| \| |
|                   | \| \| †Ornithomimosauria \| \| \| \| \| \| Maniraptora \| \| \| \| |
|                   | †Ornithomimosauria                                                 |
|                   |                                                                    |
|                   | Maniraptora                                                        |
|                   |                                                                    |

|  | †Ornithomimosauria |
|  |                    |
|  | Maniraptora        |
|  |                    |

|                   | †Compsognathidae                                                   |
|                   |                                                                    |
| Maniraptoriformes | \| \| †Ornithomimosauria \| \| \| \| \| \| Maniraptora \| \| \| \| |
|                   | \| \| †Ornithomimosauria \| \| \| \| \| \| Maniraptora \| \| \| \| |
|                   | †Ornithomimosauria                                                 |
|                   |                                                                    |
|                   | Maniraptora                                                        |
|                   |                                                                    |

|  | †Ornithomimosauria |
|  |                    |
|  | Maniraptora        |
|  |                    |

|                   | †Compsognathidae                                                   |
|                   |                                                                    |
| Maniraptoriformes | \| \| †Ornithomimosauria \| \| \| \| \| \| Maniraptora \| \| \| \| |
|                   | \| \| †Ornithomimosauria \| \| \| \| \| \| Maniraptora \| \| \| \| |
|                   | †Ornithomimosauria                                                 |
|                   |                                                                    |
|                   | Maniraptora                                                        |
|                   |                                                                    |

|  | †Ornithomimosauria |
|  |                    |
|  | Maniraptora        |
|  |                    |

|                   | †Compsognathidae                                                   |
|                   |                                                                    |
| Maniraptoriformes | \| \| †Ornithomimosauria \| \| \| \| \| \| Maniraptora \| \| \| \| |
|                   | \| \| †Ornithomimosauria \| \| \| \| \| \| Maniraptora \| \| \| \| |
|                   | †Ornithomimosauria                                                 |
|                   |                                                                    |
|                   | Maniraptora                                                        |
|                   |                                                                    |

|  | †Ornithomimosauria |
|  |                    |
|  | Maniraptora        |
|  |                    |

|                   | †Compsognathidae                                                   |
|                   |                                                                    |
| Maniraptoriformes | \| \| †Ornithomimosauria \| \| \| \| \| \| Maniraptora \| \| \| \| |
|                   | \| \| †Ornithomimosauria \| \| \| \| \| \| Maniraptora \| \| \| \| |
|                   | †Ornithomimosauria                                                 |
|                   |                                                                    |
|                   | Maniraptora                                                        |
|                   |                                                                    |

|  | †Ornithomimosauria |
|  |                    |
|  | Maniraptora        |
|  |                    |

|                   | †Compsognathidae                                                   |
|                   |                                                                    |
| Maniraptoriformes | \| \| †Ornithomimosauria \| \| \| \| \| \| Maniraptora \| \| \| \| |
|                   | \| \| †Ornithomimosauria \| \| \| \| \| \| Maniraptora \| \| \| \| |
|                   | †Ornithomimosauria                                                 |
|                   |                                                                    |
|                   | Maniraptora                                                        |
|                   |                                                                    |

|  | †Ornithomimosauria |
|  |                    |
|  | Maniraptora        |
|  |                    |

|                   | †Compsognathidae                                                   |
|                   |                                                                    |
| Maniraptoriformes | \| \| †Ornithomimosauria \| \| \| \| \| \| Maniraptora \| \| \| \| |
|                   | \| \| †Ornithomimosauria \| \| \| \| \| \| Maniraptora \| \| \| \| |
|                   | †Ornithomimosauria                                                 |
|                   |                                                                    |
|                   | Maniraptora                                                        |
|                   |                                                                    |

|  | †Ornithomimosauria |
|  |                    |
|  | Maniraptora        |
|  |                    |

|                   | †Compsognathidae                                                   |
|                   |                                                                    |
| Maniraptoriformes | \| \| †Ornithomimosauria \| \| \| \| \| \| Maniraptora \| \| \| \| |
|                   | \| \| †Ornithomimosauria \| \| \| \| \| \| Maniraptora \| \| \| \| |
|                   | †Ornithomimosauria                                                 |
|                   |                                                                    |
|                   | Maniraptora                                                        |
|                   |                                                                    |

|  | †Ornithomimosauria |
|  |                    |
|  | Maniraptora        |
|  |                    |

|                   | †Compsognathidae                                                   |
|                   |                                                                    |
| Maniraptoriformes | \| \| †Ornithomimosauria \| \| \| \| \| \| Maniraptora \| \| \| \| |
|                   | \| \| †Ornithomimosauria \| \| \| \| \| \| Maniraptora \| \| \| \| |
|                   | †Ornithomimosauria                                                 |
|                   |                                                                    |
|                   | Maniraptora                                                        |
|                   |                                                                    |

|  | †Ornithomimosauria |
|  |                    |
|  | Maniraptora        |
|  |                    |

|                   | †Compsognathidae                                                   |
|                   |                                                                    |
| Maniraptoriformes | \| \| †Ornithomimosauria \| \| \| \| \| \| Maniraptora \| \| \| \| |
|                   | \| \| †Ornithomimosauria \| \| \| \| \| \| Maniraptora \| \| \| \| |
|                   | †Ornithomimosauria                                                 |
|                   |                                                                    |
|                   | Maniraptora                                                        |
|                   |                                                                    |

|  | †Ornithomimosauria |
|  |                    |
|  | Maniraptora        |
|  |                    |

|                   | †Compsognathidae                                                   |
|                   |                                                                    |
| Maniraptoriformes | \| \| †Ornithomimosauria \| \| \| \| \| \| Maniraptora \| \| \| \| |
|                   | \| \| †Ornithomimosauria \| \| \| \| \| \| Maniraptora \| \| \| \| |
|                   | †Ornithomimosauria                                                 |
|                   |                                                                    |
|                   | Maniraptora                                                        |
|                   |                                                                    |

|  | †Ornithomimosauria |
|  |                    |
|  | Maniraptora        |
|  |                    |

|                   | †Compsognathidae                                                   |
|                   |                                                                    |
| Maniraptoriformes | \| \| †Ornithomimosauria \| \| \| \| \| \| Maniraptora \| \| \| \| |
|                   | \| \| †Ornithomimosauria \| \| \| \| \| \| Maniraptora \| \| \| \| |
|                   | †Ornithomimosauria                                                 |
|                   |                                                                    |
|                   | Maniraptora                                                        |
|                   |                                                                    |

|  | †Ornithomimosauria |
|  |                    |
|  | Maniraptora        |
|  |                    |

|                   | †Compsognathidae                                                   |
|                   |                                                                    |
| Maniraptoriformes | \| \| †Ornithomimosauria \| \| \| \| \| \| Maniraptora \| \| \| \| |
|                   | \| \| †Ornithomimosauria \| \| \| \| \| \| Maniraptora \| \| \| \| |
|                   | †Ornithomimosauria                                                 |
|                   |                                                                    |
|                   | Maniraptora                                                        |
|                   |                                                                    |

|  | †Ornithomimosauria |
|  |                    |
|  | Maniraptora        |
|  |                    |

|                   | †Compsognathidae                                                   |
|                   |                                                                    |
| Maniraptoriformes | \| \| †Ornithomimosauria \| \| \| \| \| \| Maniraptora \| \| \| \| |
|                   | \| \| †Ornithomimosauria \| \| \| \| \| \| Maniraptora \| \| \| \| |
|                   | †Ornithomimosauria                                                 |
|                   |                                                                    |
|                   | Maniraptora                                                        |
|                   |                                                                    |

|  | †Ornithomimosauria |
|  |                    |
|  | Maniraptora        |
|  |                    |

|                   | †Compsognathidae                                                   |
|                   |                                                                    |
| Maniraptoriformes | \| \| †Ornithomimosauria \| \| \| \| \| \| Maniraptora \| \| \| \| |
|                   | \| \| †Ornithomimosauria \| \| \| \| \| \| Maniraptora \| \| \| \| |
|                   | †Ornithomimosauria                                                 |
|                   |                                                                    |
|                   | Maniraptora                                                        |
|                   |                                                                    |

|  | †Ornithomimosauria |
|  |                    |
|  | Maniraptora        |
|  |                    |

|                   | †Compsognathidae                                                   |
|                   |                                                                    |
| Maniraptoriformes | \| \| †Ornithomimosauria \| \| \| \| \| \| Maniraptora \| \| \| \| |
|                   | \| \| †Ornithomimosauria \| \| \| \| \| \| Maniraptora \| \| \| \| |
|                   | †Ornithomimosauria                                                 |
|                   |                                                                    |
|                   | Maniraptora                                                        |
|                   |                                                                    |

|  | †Ornithomimosauria |
|  |                    |
|  | Maniraptora        |
|  |                    |

|                   | †Compsognathidae                                                   |
|                   |                                                                    |
| Maniraptoriformes | \| \| †Ornithomimosauria \| \| \| \| \| \| Maniraptora \| \| \| \| |
|                   | \| \| †Ornithomimosauria \| \| \| \| \| \| Maniraptora \| \| \| \| |
|                   | †Ornithomimosauria                                                 |
|                   |                                                                    |
|                   | Maniraptora                                                        |
|                   |                                                                    |

|  | †Ornithomimosauria |
|  |                    |
|  | Maniraptora        |
|  |                    |

|                   | †Compsognathidae                                                   |
|                   |                                                                    |
| Maniraptoriformes | \| \| †Ornithomimosauria \| \| \| \| \| \| Maniraptora \| \| \| \| |
|                   | \| \| †Ornithomimosauria \| \| \| \| \| \| Maniraptora \| \| \| \| |
|                   | †Ornithomimosauria                                                 |
|                   |                                                                    |
|                   | Maniraptora                                                        |
|                   |                                                                    |

|  | †Ornithomimosauria |
|  |                    |
|  | Maniraptora        |
|  |                    |

|                   | †Compsognathidae                                                   |
|                   |                                                                    |
| Maniraptoriformes | \| \| †Ornithomimosauria \| \| \| \| \| \| Maniraptora \| \| \| \| |
|                   | \| \| †Ornithomimosauria \| \| \| \| \| \| Maniraptora \| \| \| \| |
|                   | †Ornithomimosauria                                                 |
|                   |                                                                    |
|                   | Maniraptora                                                        |
|                   |                                                                    |

|  | †Ornithomimosauria |
|  |                    |
|  | Maniraptora        |
|  |                    |

|                   | †Compsognathidae                                                   |
|                   |                                                                    |
| Maniraptoriformes | \| \| †Ornithomimosauria \| \| \| \| \| \| Maniraptora \| \| \| \| |
|                   | \| \| †Ornithomimosauria \| \| \| \| \| \| Maniraptora \| \| \| \| |
|                   | †Ornithomimosauria                                                 |
|                   |                                                                    |
|                   | Maniraptora                                                        |
|                   |                                                                    |

|  | †Ornithomimosauria |
|  |                    |
|  | Maniraptora        |
|  |                    |

|                   | †Compsognathidae                                                   |
|                   |                                                                    |
| Maniraptoriformes | \| \| †Ornithomimosauria \| \| \| \| \| \| Maniraptora \| \| \| \| |
|                   | \| \| †Ornithomimosauria \| \| \| \| \| \| Maniraptora \| \| \| \| |
|                   | †Ornithomimosauria                                                 |
|                   |                                                                    |
|                   | Maniraptora                                                        |
|                   |                                                                    |

|  | †Ornithomimosauria |
|  |                    |
|  | Maniraptora        |
|  |                    |

|                   | †Compsognathidae                                                   |
|                   |                                                                    |
| Maniraptoriformes | \| \| †Ornithomimosauria \| \| \| \| \| \| Maniraptora \| \| \| \| |
|                   | \| \| †Ornithomimosauria \| \| \| \| \| \| Maniraptora \| \| \| \| |
|                   | †Ornithomimosauria                                                 |
|                   |                                                                    |
|                   | Maniraptora                                                        |
|                   |                                                                    |

|  | †Ornithomimosauria |
|  |                    |
|  | Maniraptora        |
|  |                    |

|                   | †Compsognathidae                                                   |
|                   |                                                                    |
| Maniraptoriformes | \| \| †Ornithomimosauria \| \| \| \| \| \| Maniraptora \| \| \| \| |
|                   | \| \| †Ornithomimosauria \| \| \| \| \| \| Maniraptora \| \| \| \| |
|                   | †Ornithomimosauria                                                 |
|                   |                                                                    |
|                   | Maniraptora                                                        |
|                   |                                                                    |

|  | †Ornithomimosauria |
|  |                    |
|  | Maniraptora        |
|  |                    |

|                   | †Compsognathidae                                                   |
|                   |                                                                    |
| Maniraptoriformes | \| \| †Ornithomimosauria \| \| \| \| \| \| Maniraptora \| \| \| \| |
|                   | \| \| †Ornithomimosauria \| \| \| \| \| \| Maniraptora \| \| \| \| |
|                   | †Ornithomimosauria                                                 |
|                   |                                                                    |
|                   | Maniraptora                                                        |
|                   |                                                                    |

|  | †Ornithomimosauria |
|  |                    |
|  | Maniraptora        |
|  |                    |

|                   | †Compsognathidae                                                   |
|                   |                                                                    |
| Maniraptoriformes | \| \| †Ornithomimosauria \| \| \| \| \| \| Maniraptora \| \| \| \| |
|                   | \| \| †Ornithomimosauria \| \| \| \| \| \| Maniraptora \| \| \| \| |
|                   | †Ornithomimosauria                                                 |
|                   |                                                                    |
|                   | Maniraptora                                                        |
|                   |                                                                    |

|  | †Ornithomimosauria |
|  |                    |
|  | Maniraptora        |
|  |                    |

|                   | †Compsognathidae                                                   |
|                   |                                                                    |
| Maniraptoriformes | \| \| †Ornithomimosauria \| \| \| \| \| \| Maniraptora \| \| \| \| |
|                   | \| \| †Ornithomimosauria \| \| \| \| \| \| Maniraptora \| \| \| \| |
|                   | †Ornithomimosauria                                                 |
|                   |                                                                    |
|                   | Maniraptora                                                        |
|                   |                                                                    |

|  | †Ornithomimosauria |
|  |                    |
|  | Maniraptora        |
|  |                    |

|                   | †Compsognathidae                                                   |
|                   |                                                                    |
| Maniraptoriformes | \| \| †Ornithomimosauria \| \| \| \| \| \| Maniraptora \| \| \| \| |
|                   | \| \| †Ornithomimosauria \| \| \| \| \| \| Maniraptora \| \| \| \| |
|                   | †Ornithomimosauria                                                 |
|                   |                                                                    |
|                   | Maniraptora                                                        |
|                   |                                                                    |

|  | †Ornithomimosauria |
|  |                    |
|  | Maniraptora        |
|  |                    |

|                   | †Compsognathidae                                                   |
|                   |                                                                    |
| Maniraptoriformes | \| \| †Ornithomimosauria \| \| \| \| \| \| Maniraptora \| \| \| \| |
|                   | \| \| †Ornithomimosauria \| \| \| \| \| \| Maniraptora \| \| \| \| |
|                   | †Ornithomimosauria                                                 |
|                   |                                                                    |
|                   | Maniraptora                                                        |
|                   |                                                                    |

|  | †Ornithomimosauria |
|  |                    |
|  | Maniraptora        |
|  |                    |

|                   | †Compsognathidae                                                   |
|                   |                                                                    |
| Maniraptoriformes | \| \| †Ornithomimosauria \| \| \| \| \| \| Maniraptora \| \| \| \| |
|                   | \| \| †Ornithomimosauria \| \| \| \| \| \| Maniraptora \| \| \| \| |
|                   | †Ornithomimosauria                                                 |
|                   |                                                                    |
|                   | Maniraptora                                                        |
|                   |                                                                    |

|  | †Ornithomimosauria |
|  |                    |
|  | Maniraptora        |
|  |                    |

|                   | †Compsognathidae                                                   |
|                   |                                                                    |
| Maniraptoriformes | \| \| †Ornithomimosauria \| \| \| \| \| \| Maniraptora \| \| \| \| |
|                   | \| \| †Ornithomimosauria \| \| \| \| \| \| Maniraptora \| \| \| \| |
|                   | †Ornithomimosauria                                                 |
|                   |                                                                    |
|                   | Maniraptora                                                        |
|                   |                                                                    |

|  | †Ornithomimosauria |
|  |                    |
|  | Maniraptora        |
|  |                    |

|                   | †Compsognathidae                                                   |
|                   |                                                                    |
| Maniraptoriformes | \| \| †Ornithomimosauria \| \| \| \| \| \| Maniraptora \| \| \| \| |
|                   | \| \| †Ornithomimosauria \| \| \| \| \| \| Maniraptora \| \| \| \| |
|                   | †Ornithomimosauria                                                 |
|                   |                                                                    |
|                   | Maniraptora                                                        |
|                   |                                                                    |

|  | †Ornithomimosauria |
|  |                    |
|  | Maniraptora        |
|  |                    |

|                   | †Compsognathidae                                                   |
|                   |                                                                    |
| Maniraptoriformes | \| \| †Ornithomimosauria \| \| \| \| \| \| Maniraptora \| \| \| \| |
|                   | \| \| †Ornithomimosauria \| \| \| \| \| \| Maniraptora \| \| \| \| |
|                   | †Ornithomimosauria                                                 |
|                   |                                                                    |
|                   | Maniraptora                                                        |
|                   |                                                                    |

|  | †Ornithomimosauria |
|  |                    |
|  | Maniraptora        |
|  |                    |

|                   | †Compsognathidae                                                   |
|                   |                                                                    |
| Maniraptoriformes | \| \| †Ornithomimosauria \| \| \| \| \| \| Maniraptora \| \| \| \| |
|                   | \| \| †Ornithomimosauria \| \| \| \| \| \| Maniraptora \| \| \| \| |
|                   | †Ornithomimosauria                                                 |
|                   |                                                                    |
|                   | Maniraptora                                                        |
|                   |                                                                    |

|  | †Ornithomimosauria |
|  |                    |
|  | Maniraptora        |
|  |                    |

|                   | †Compsognathidae                                                   |
|                   |                                                                    |
| Maniraptoriformes | \| \| †Ornithomimosauria \| \| \| \| \| \| Maniraptora \| \| \| \| |
|                   | \| \| †Ornithomimosauria \| \| \| \| \| \| Maniraptora \| \| \| \| |
|                   | †Ornithomimosauria                                                 |
|                   |                                                                    |
|                   | Maniraptora                                                        |
|                   |                                                                    |

|  | †Ornithomimosauria |
|  |                    |
|  | Maniraptora        |
|  |                    |

|                   | †Compsognathidae                                                   |
|                   |                                                                    |
| Maniraptoriformes | \| \| †Ornithomimosauria \| \| \| \| \| \| Maniraptora \| \| \| \| |
|                   | \| \| †Ornithomimosauria \| \| \| \| \| \| Maniraptora \| \| \| \| |
|                   | †Ornithomimosauria                                                 |
|                   |                                                                    |
|                   | Maniraptora                                                        |
|                   |                                                                    |

|  | †Ornithomimosauria |
|  |                    |
|  | Maniraptora        |
|  |                    |

|                   | †Compsognathidae                                                   |
|                   |                                                                    |
| Maniraptoriformes | \| \| †Ornithomimosauria \| \| \| \| \| \| Maniraptora \| \| \| \| |
|                   | \| \| †Ornithomimosauria \| \| \| \| \| \| Maniraptora \| \| \| \| |
|                   | †Ornithomimosauria                                                 |
|                   |                                                                    |
|                   | Maniraptora                                                        |
|                   |                                                                    |

|  | †Ornithomimosauria |
|  |                    |
|  | Maniraptora        |
|  |                    |

|                   | †Compsognathidae                                                   |
|                   |                                                                    |
| Maniraptoriformes | \| \| †Ornithomimosauria \| \| \| \| \| \| Maniraptora \| \| \| \| |
|                   | \| \| †Ornithomimosauria \| \| \| \| \| \| Maniraptora \| \| \| \| |
|                   | †Ornithomimosauria                                                 |
|                   |                                                                    |
|                   | Maniraptora                                                        |
|                   |                                                                    |

|  | †Ornithomimosauria |
|  |                    |
|  | Maniraptora        |
|  |                    |

|                   | †Compsognathidae                                                   |
|                   |                                                                    |
| Maniraptoriformes | \| \| †Ornithomimosauria \| \| \| \| \| \| Maniraptora \| \| \| \| |
|                   | \| \| †Ornithomimosauria \| \| \| \| \| \| Maniraptora \| \| \| \| |
|                   | †Ornithomimosauria                                                 |
|                   |                                                                    |
|                   | Maniraptora                                                        |
|                   |                                                                    |

|  | †Ornithomimosauria |
|  |                    |
|  | Maniraptora        |
|  |                    |

|                   | †Compsognathidae                                                   |
|                   |                                                                    |
| Maniraptoriformes | \| \| †Ornithomimosauria \| \| \| \| \| \| Maniraptora \| \| \| \| |
|                   | \| \| †Ornithomimosauria \| \| \| \| \| \| Maniraptora \| \| \| \| |
|                   | †Ornithomimosauria                                                 |
|                   |                                                                    |
|                   | Maniraptora                                                        |
|                   |                                                                    |

|  | †Ornithomimosauria |
|  |                    |
|  | Maniraptora        |
|  |                    |

|                   | †Compsognathidae                                                   |
|                   |                                                                    |
| Maniraptoriformes | \| \| †Ornithomimosauria \| \| \| \| \| \| Maniraptora \| \| \| \| |
|                   | \| \| †Ornithomimosauria \| \| \| \| \| \| Maniraptora \| \| \| \| |
|                   | †Ornithomimosauria                                                 |
|                   |                                                                    |
|                   | Maniraptora                                                        |
|                   |                                                                    |

|  | †Ornithomimosauria |
|  |                    |
|  | Maniraptora        |
|  |                    |

|                   | †Compsognathidae                                                   |
|                   |                                                                    |
| Maniraptoriformes | \| \| †Ornithomimosauria \| \| \| \| \| \| Maniraptora \| \| \| \| |
|                   | \| \| †Ornithomimosauria \| \| \| \| \| \| Maniraptora \| \| \| \| |
|                   | †Ornithomimosauria                                                 |
|                   |                                                                    |
|                   | Maniraptora                                                        |
|                   |                                                                    |

|  | †Ornithomimosauria |
|  |                    |
|  | Maniraptora        |
|  |                    |

|                   | †Compsognathidae                                                   |
|                   |                                                                    |
| Maniraptoriformes | \| \| †Ornithomimosauria \| \| \| \| \| \| Maniraptora \| \| \| \| |
|                   | \| \| †Ornithomimosauria \| \| \| \| \| \| Maniraptora \| \| \| \| |
|                   | †Ornithomimosauria                                                 |
|                   |                                                                    |
|                   | Maniraptora                                                        |
|                   |                                                                    |

|  | †Ornithomimosauria |
|  |                    |
|  | Maniraptora        |
|  |                    |

|                   | †Compsognathidae                                                   |
|                   |                                                                    |
| Maniraptoriformes | \| \| †Ornithomimosauria \| \| \| \| \| \| Maniraptora \| \| \| \| |
|                   | \| \| †Ornithomimosauria \| \| \| \| \| \| Maniraptora \| \| \| \| |
|                   | †Ornithomimosauria                                                 |
|                   |                                                                    |
|                   | Maniraptora                                                        |
|                   |                                                                    |

|  | †Ornithomimosauria |
|  |                    |
|  | Maniraptora        |
|  |                    |

|                   | †Compsognathidae                                                   |
|                   |                                                                    |
| Maniraptoriformes | \| \| †Ornithomimosauria \| \| \| \| \| \| Maniraptora \| \| \| \| |
|                   | \| \| †Ornithomimosauria \| \| \| \| \| \| Maniraptora \| \| \| \| |
|                   | †Ornithomimosauria                                                 |
|                   |                                                                    |
|                   | Maniraptora                                                        |
|                   |                                                                    |

|  | †Ornithomimosauria |
|  |                    |
|  | Maniraptora        |
|  |                    |

|                   | †Compsognathidae                                                   |
|                   |                                                                    |
| Maniraptoriformes | \| \| †Ornithomimosauria \| \| \| \| \| \| Maniraptora \| \| \| \| |
|                   | \| \| †Ornithomimosauria \| \| \| \| \| \| Maniraptora \| \| \| \| |
|                   | †Ornithomimosauria                                                 |
|                   |                                                                    |
|                   | Maniraptora                                                        |
|                   |                                                                    |

|  | †Ornithomimosauria |
|  |                    |
|  | Maniraptora        |
|  |                    |

|                   | †Compsognathidae                                                   |
|                   |                                                                    |
| Maniraptoriformes | \| \| †Ornithomimosauria \| \| \| \| \| \| Maniraptora \| \| \| \| |
|                   | \| \| †Ornithomimosauria \| \| \| \| \| \| Maniraptora \| \| \| \| |
|                   | †Ornithomimosauria                                                 |
|                   |                                                                    |
|                   | Maniraptora                                                        |
|                   |                                                                    |

|  | †Ornithomimosauria |
|  |                    |
|  | Maniraptora        |
|  |                    |

|                   | †Compsognathidae                                                   |
|                   |                                                                    |
| Maniraptoriformes | \| \| †Ornithomimosauria \| \| \| \| \| \| Maniraptora \| \| \| \| |
|                   | \| \| †Ornithomimosauria \| \| \| \| \| \| Maniraptora \| \| \| \| |
|                   | †Ornithomimosauria                                                 |
|                   |                                                                    |
|                   | Maniraptora                                                        |
|                   |                                                                    |

|  | †Ornithomimosauria |
|  |                    |
|  | Maniraptora        |
|  |                    |

|                   | †Compsognathidae                                                   |
|                   |                                                                    |
| Maniraptoriformes | \| \| †Ornithomimosauria \| \| \| \| \| \| Maniraptora \| \| \| \| |
|                   | \| \| †Ornithomimosauria \| \| \| \| \| \| Maniraptora \| \| \| \| |
|                   | †Ornithomimosauria                                                 |
|                   |                                                                    |
|                   | Maniraptora                                                        |
|                   |                                                                    |

|  | †Ornithomimosauria |
|  |                    |
|  | Maniraptora        |
|  |                    |

|                   | †Compsognathidae                                                   |
|                   |                                                                    |
| Maniraptoriformes | \| \| †Ornithomimosauria \| \| \| \| \| \| Maniraptora \| \| \| \| |
|                   | \| \| †Ornithomimosauria \| \| \| \| \| \| Maniraptora \| \| \| \| |
|                   | †Ornithomimosauria                                                 |
|                   |                                                                    |
|                   | Maniraptora                                                        |
|                   |                                                                    |

|  | †Ornithomimosauria |
|  |                    |
|  | Maniraptora        |
|  |                    |

|                   | †Compsognathidae                                                   |
|                   |                                                                    |
| Maniraptoriformes | \| \| †Ornithomimosauria \| \| \| \| \| \| Maniraptora \| \| \| \| |
|                   | \| \| †Ornithomimosauria \| \| \| \| \| \| Maniraptora \| \| \| \| |
|                   | †Ornithomimosauria                                                 |
|                   |                                                                    |
|                   | Maniraptora                                                        |
|                   |                                                                    |

|  | †Ornithomimosauria |
|  |                    |
|  | Maniraptora        |
|  |                    |

|                   | †Compsognathidae                                                   |
|                   |                                                                    |
| Maniraptoriformes | \| \| †Ornithomimosauria \| \| \| \| \| \| Maniraptora \| \| \| \| |
|                   | \| \| †Ornithomimosauria \| \| \| \| \| \| Maniraptora \| \| \| \| |
|                   | †Ornithomimosauria                                                 |
|                   |                                                                    |
|                   | Maniraptora                                                        |
|                   |                                                                    |

|  | †Ornithomimosauria |
|  |                    |
|  | Maniraptora        |
|  |                    |

|                   | †Compsognathidae                                                   |
|                   |                                                                    |
| Maniraptoriformes | \| \| †Ornithomimosauria \| \| \| \| \| \| Maniraptora \| \| \| \| |
|                   | \| \| †Ornithomimosauria \| \| \| \| \| \| Maniraptora \| \| \| \| |
|                   | †Ornithomimosauria                                                 |
|                   |                                                                    |
|                   | Maniraptora                                                        |
|                   |                                                                    |

|  | †Ornithomimosauria |
|  |                    |
|  | Maniraptora        |
|  |                    |

|                   | †Compsognathidae                                                   |
|                   |                                                                    |
| Maniraptoriformes | \| \| †Ornithomimosauria \| \| \| \| \| \| Maniraptora \| \| \| \| |
|                   | \| \| †Ornithomimosauria \| \| \| \| \| \| Maniraptora \| \| \| \| |
|                   | †Ornithomimosauria                                                 |
|                   |                                                                    |
|                   | Maniraptora                                                        |
|                   |                                                                    |

|  | †Ornithomimosauria |
|  |                    |
|  | Maniraptora        |
|  |                    |

|                   | †Compsognathidae                                                   |
|                   |                                                                    |
| Maniraptoriformes | \| \| †Ornithomimosauria \| \| \| \| \| \| Maniraptora \| \| \| \| |
|                   | \| \| †Ornithomimosauria \| \| \| \| \| \| Maniraptora \| \| \| \| |
|                   | †Ornithomimosauria                                                 |
|                   |                                                                    |
|                   | Maniraptora                                                        |
|                   |                                                                    |

|  | †Ornithomimosauria |
|  |                    |
|  | Maniraptora        |
|  |                    |

|                   | †Compsognathidae                                                   |
|                   |                                                                    |
| Maniraptoriformes | \| \| †Ornithomimosauria \| \| \| \| \| \| Maniraptora \| \| \| \| |
|                   | \| \| †Ornithomimosauria \| \| \| \| \| \| Maniraptora \| \| \| \| |
|                   | †Ornithomimosauria                                                 |
|                   |                                                                    |
|                   | Maniraptora                                                        |
|                   |                                                                    |

|  | †Ornithomimosauria |
|  |                    |
|  | Maniraptora        |
|  |                    |

|                   | †Compsognathidae                                                   |
|                   |                                                                    |
| Maniraptoriformes | \| \| †Ornithomimosauria \| \| \| \| \| \| Maniraptora \| \| \| \| |
|                   | \| \| †Ornithomimosauria \| \| \| \| \| \| Maniraptora \| \| \| \| |
|                   | †Ornithomimosauria                                                 |
|                   |                                                                    |
|                   | Maniraptora                                                        |
|                   |                                                                    |

|  | †Ornithomimosauria |
|  |                    |
|  | Maniraptora        |
|  |                    |

|                   | †Compsognathidae                                                   |
|                   |                                                                    |
| Maniraptoriformes | \| \| †Ornithomimosauria \| \| \| \| \| \| Maniraptora \| \| \| \| |
|                   | \| \| †Ornithomimosauria \| \| \| \| \| \| Maniraptora \| \| \| \| |
|                   | †Ornithomimosauria                                                 |
|                   |                                                                    |
|                   | Maniraptora                                                        |
|                   |                                                                    |

|  | †Ornithomimosauria |
|  |                    |
|  | Maniraptora        |
|  |                    |

|                   | †Compsognathidae                                                   |
|                   |                                                                    |
| Maniraptoriformes | \| \| †Ornithomimosauria \| \| \| \| \| \| Maniraptora \| \| \| \| |
|                   | \| \| †Ornithomimosauria \| \| \| \| \| \| Maniraptora \| \| \| \| |
|                   | †Ornithomimosauria                                                 |
|                   |                                                                    |
|                   | Maniraptora                                                        |
|                   |                                                                    |

|  | †Ornithomimosauria |
|  |                    |
|  | Maniraptora        |
|  |                    |

|                   | †Compsognathidae                                                   |
|                   |                                                                    |
| Maniraptoriformes | \| \| †Ornithomimosauria \| \| \| \| \| \| Maniraptora \| \| \| \| |
|                   | \| \| †Ornithomimosauria \| \| \| \| \| \| Maniraptora \| \| \| \| |
|                   | †Ornithomimosauria                                                 |
|                   |                                                                    |
|                   | Maniraptora                                                        |
|                   |                                                                    |

|  | †Ornithomimosauria |
|  |                    |
|  | Maniraptora        |
|  |                    |

|                   | †Compsognathidae                                                   |
|                   |                                                                    |
| Maniraptoriformes | \| \| †Ornithomimosauria \| \| \| \| \| \| Maniraptora \| \| \| \| |
|                   | \| \| †Ornithomimosauria \| \| \| \| \| \| Maniraptora \| \| \| \| |
|                   | †Ornithomimosauria                                                 |
|                   |                                                                    |
|                   | Maniraptora                                                        |
|                   |                                                                    |

|  | †Ornithomimosauria |
|  |                    |
|  | Maniraptora        |
|  |                    |

|                   | †Compsognathidae                                                   |
|                   |                                                                    |
| Maniraptoriformes | \| \| †Ornithomimosauria \| \| \| \| \| \| Maniraptora \| \| \| \| |
|                   | \| \| †Ornithomimosauria \| \| \| \| \| \| Maniraptora \| \| \| \| |
|                   | †Ornithomimosauria                                                 |
|                   |                                                                    |
|                   | Maniraptora                                                        |
|                   |                                                                    |

|  | †Ornithomimosauria |
|  |                    |
|  | Maniraptora        |
|  |                    |

|                   | †Compsognathidae                                                   |
|                   |                                                                    |
| Maniraptoriformes | \| \| †Ornithomimosauria \| \| \| \| \| \| Maniraptora \| \| \| \| |
|                   | \| \| †Ornithomimosauria \| \| \| \| \| \| Maniraptora \| \| \| \| |
|                   | †Ornithomimosauria                                                 |
|                   |                                                                    |
|                   | Maniraptora                                                        |
|                   |                                                                    |

|  | †Ornithomimosauria |
|  |                    |
|  | Maniraptora        |
|  |                    |

|                   | †Compsognathidae                                                   |
|                   |                                                                    |
| Maniraptoriformes | \| \| †Ornithomimosauria \| \| \| \| \| \| Maniraptora \| \| \| \| |
|                   | \| \| †Ornithomimosauria \| \| \| \| \| \| Maniraptora \| \| \| \| |
|                   | †Ornithomimosauria                                                 |
|                   |                                                                    |
|                   | Maniraptora                                                        |
|                   |                                                                    |

|  | †Ornithomimosauria |
|  |                    |
|  | Maniraptora        |
|  |                    |

## Paleobiología
Paleobiology
En un estudio realizado en 2001 por Bruce Rothschild y otros paleontólogos, se examinaron 20 huesos del pie referidos a Ornitholestes para detectar signos de fractura por estrés , pero no se encontraron ninguno.

### Función de extremidad anterior
Un estudio biomecánico realizado por Phil Senter en 2006 utilizó moldes articulados de la extremidad anterior derecha del espécimen tipo Ornitholestes para determinar su rango de movimiento. Senter descubrió que el antebrazo podía oscilar libremente dentro de un rango de 95°. Cuando se flexionó, dobló hacia adentro, en la articulación del codo al máximo posible, el húmero, hueso del brazo superior y el radio, un hueso del brazo inferior formaron un ángulo de 53°. La capacidad de Ornitholestes para doblar el antebrazo en un ángulo significativamente más agudo que 90° es característica de Maniraptoriformes, pero ausente en terópodos más primitivos como Coelophysis y Allosaurus.
Incluso cuando estaba completamente extendido el codo, el antebrazo no formó un ángulo recto , quedando corto en 22°. La pronación, girando para hacer que el lado palmar de la mano mire hacia abajo del antebrazo era imposible, porque el radio y el cúbito carecían de superficies rodantes, lo que significa que el antebrazo estaba en un estado permanente de supinación.Cuando Ornitholestes dobla los codos, esto provocaría que los antebrazos se muevan hacia adentro, hacia su línea media. Puede haber usado esa habilidad para agarrar presas con ambas manos simultáneamente.

### Dieta

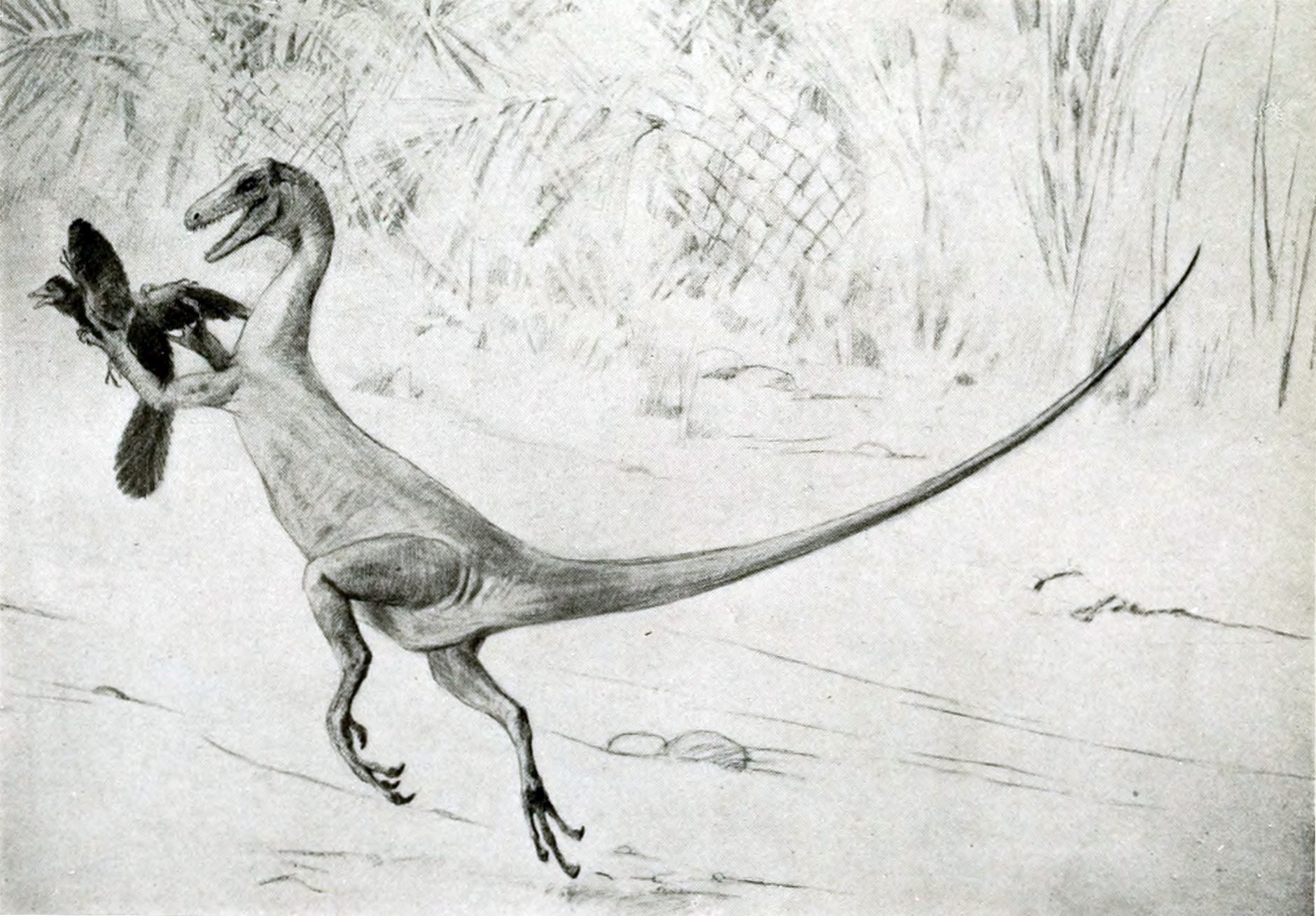
Esta ilustración de Charles R. Knight retrata a Ornitholestes cazando Archaeopteryx, aunque no eran contemporáneos.

Henry Fairfield Osborn, en su descripción de Ornitholestes de 1903 , notó sus dientes frontales grandes y cónicos, el "poder de agarre rápido" de su mano y el "poder de equilibrio" de su cola y los interpretó como adaptaciones para aprovecharse de las aves contemporáneas. Osborn luego repudió esta hipótesis, sugiriendo en 1917 que Ornitholestes presentó las primeras etapas de una transición de un estilo de vida carnívoro a uno más herbívoro, pero no antes de que Charles R. Knight dibujara una ilustración influyente y ampliamente publicada de Ornitholestes persiguiendo Archaeopteryx. La ilustración de Knight y otras derivadas de ella, continuaron apareciendo en libros de dinosaurios dirigidos a un público no especializado durante todo el siglo XX.
David Norman en 1985 admitió que era "simplemente posible, aunque no muy probable" que Ornitholestes pudiera haber atrapado y comido aves primitivas. Sin embargo, los autores más recientes han sugerido una dieta de pequeños vertebrados terrestres. Mamíferos, lagartos, ranas, salamandras, rincocéfalos y crías de dinosaurios habrían sido posibles presas. Gregory S. Paul en 1988 pensó que Ornitholestes podría haber utilizado sus dientes frontales cónicos para pescar. Norman en 1985 sugirió que el cráneo y las mandíbulas robustos podrían haber permitido a Ornitholestes hacer frente a "presas más grandes y más activas" que otros pequeños terópodos. En este sentido, David Lambert en 1993 especuló que Ornitholestes , si fuera un cazador de manadas, podría haber sido capaz de "enfrentarse a ornitópodos tan grandes como un Camptosaurus medio crecido ".
En 2007, John Foster, especialista en la Formación Morrison, sugirió la posibilidad de una división de nicho entre Ornitholestes y su contemporáneo Coelurus, que estaba dentro del mismo rango de tamaño. Teorizó que Ornitholestes de ojos grandes podría haberse especializado en la caza nocturna, mientras que Coelurus podría haberse centrado en las especies de presas que estaban activas durante el día. Foster señaló, sin embargo, que esta hipótesis era en gran parte especulativa; la falta de material de cráneo preservado de Coelurus hace que sea imposible verificar si sus ojos eran proporcionalmente más pequeños que los de Ornitholestes. Paul 1988 estimó que un Ornitholestes endotérmico de 12 kilogramos tendría un requerimiento dietético diario de aproximadamente 700 gramos de carne.

## Plumas
El ornitólogo Percy Lowe planteó la hipótesis en 1944 de que Ornitholestes podría tener plumas. Sin embargo, esta interpretación fue ampliamente ignorada durante más de medio siglo; La mayoría de las reconstrucciones de dinosaurios terópodos, incluyendo Ornitholestes, los retrataron con piel escamosa similar a un reptil. Una de las pocas excepciones a esto fueron los dinosaurios depredadores del mundo de Gregory S. Paul de 1988. Robert T. Bakker en The Dinosaur Heresies en 1986 predijo con precisión la presencia de plumas en dromeosáuridos y sostuvo que todos los dinosaurios eran endotérmicos, sin embargo, no incorporaron plumas en su ilustración de Ornitholestes.
En 1996, el primitivo celurosaurio Sinosauropteryx fue descubierto en China. El fósil bien conservado demostró que este dinosaurio llevaba una capa de plumas rudimentarias parecidas a un pelaje. Como resultado de este y otros descubrimientos similares, la mayoría de los paleontólogos ahora consideran que es probable que todos los celurosaurios tuvieran plumas aislantes de algún tipo, o que fueran descendientes de antepasados que los tenían. Basado en su posición filogenética, John Foster en 2007 infirió que las plumas de Ornitholestes probablemente habrían sido más primitivas que las de las aves, probablemente "habrían cubierto el cuerpo, excepto las piernas con un abrigo corto, tal vez con plumas más largas que recubren la parte superior del cráneo o el cuello y el borde posterior de los antebrazos". Suponiendo que estuvieran presentes, estas plumas se habrían utilizado para aislar y posiblemente también para incubar huevos.

## En la cultura popular
La película de dibujos animados Fantasia lo incluye en el segmento de "La consagración de la primavera", donde aparece un gran Ornitholestes saltando sobre un pequeño Archaeopteryx. Un Ornitholestes con cresta aparece en el segundo capítulo de la miniserie de la BBC Walking with Dinosaurs como predador de los pequeños Diplodocus. Ornitholestes también aparece en el especial La balada del Gran Al, donde trata de comerse a los hermanos de Al.
Ornitholestes es mencionado en la novela de Michael Crichton El mundo perdido cuando el doctor Richard Levine está examinando el cadáver de un misterioso reptil en una playa de Costa Rica. Más adelante, menciona que pudo haber pertenecido a Ornitholestes. Sin embargo a partir una muestra de tejido que recogió demostró que la criatura había podido cambiar color como un camaleón o una sepia, una habilidad atribuida a Carnotaurus en la novela implicando que el cuerpo podría haber pertenecido realmente a un Carnotaurus.